# Œuilly, Marne

Œuilly este o comună în departamentul Marne, Franța. În 2009 avea o populație de 630 de locuitori.